# Пилькевич Олександр Меркурійович
Олександр Пилькевич (6 травня (18 травня) 1877, Фастів — †15 жовтня 1922, Щипйорно) — український військовий діяч, член УЦР, генерал-хорунжий Армії УНР. Походив зі старовинного польського шляхетського роду герба Труби.

## Життєпис

### Родина
Олександр Меркурійович Пількевич народився у Фастові 6 травня 1877 року (за ст. стилем) та був охрещений 8 травня того ж року, про що був зроблений запис в метричній книзі Воскресенської церкви, священиком Стефаном Гаєвським. Батьки: жандармський унтер-офіцер Меркурій Осипов Пількевич та його дружина Анастасія Лаврентіївна, обоє православні. Хрещені батьки: міста Літина міщанин Петро Вікентійович Голенбровський та пруська піддана Анна Олексіївна Вельтман.

### Освіта
Склав іспити на атестат зрілості при Петровському Полтавському кадетському корпусі. Закінчив Миколаївське інженерне училище, Миколаївську інженерну академію.

### Служба в царській армії
Закінчив Київське піхотне юнкерське училище (1900), служив у 122-му піхотному Тамбовському полку (Харків). 16 травня 1901 р. був приділений до 3-го саперного батальйону для вивчення саперної справи 12 червня 1901 р. повернувся до полку. 23 червня — 6 липня 1902 р перебував у 3-й саперній бригаді для вивчення телеграфної справи. 25 лютого 1903 р. тримав іспит при Миколаївському інженерному училищі для переведення в інженерні війська. 1 травня 1903 р. був приділений до 1-го понтонного батальйону (м. Креслав Вітебської губернії). 20 січня 1904 р. був переведений до цього батальйону. 1 грудня 1905 р. був приділений до 7-го саперного батальйону (Київ). 20 жовтня 1906 р. — переведений до 10-го саперного батальйону (м. Остроленка Ломжинської губернії). 27 вересня 1910 р. — 10 жовтня 1911 р. — навчався в Офіцерській повітроплавній школі, після закінчення був призначений до 8-ї повітроплавної роти (Севастополь). З 11 травня 1912 р. — капітан. Під час Першої світової війни командував 1-м повітроплавним дивізіоном. Останнє звання у російській армії — полковник.

### В українському війську
На початку 1917 року — командир 2-го авіаційного дивізіону. Учасник українського національного відродження 1917 року, член Української Центральної Ради, начальник агітаційно-освітнього відділу Українського Генерального Військового Комітету, представник УГВК при російському Головному штабі. Старшина для особливих доручень при генеральному секретаріаті військових справ УНР. За Гетьманату 1918 року — отаман для особливих доручень міністерства військових справ. Навесні 1919 року — начальник національно-політичної інспекції Армії УНР. У червні 1919 року деякий час командував Чесько-Українським полком. З червня 1919 року — командир Окремого корпусу кордонної охорони УНР.
Наприкінці 1920 року інтернований разом з українською армією у польських таборах, де й помер.

## Нагороди
- Орден Визволення[2]
- Хрест Симона Петлюри

## Вшанування пам'яті
- 29 січня 2016 року вулиця та провулок Островського у Фастові були перейменовані на вулицю та провулок Генерала Пилькевича.
- Указом Президента України № 233/2018 з нагоди Дня незалежності України Чернівецькому прикордонному загону Західного регіонального управління Державної прикордонної служби України присвоєно ім'я генерал-хорунжого Пилькевича Олександра Меркурійовича.
- На виконання Указу 13 вересня 2018 року Голова Державної прикордонної служби України генерал — полковник Цигикал П. О., перебуваючи в Чернівцях вручив стрічку до Бойового прапора начальнику Чернівецького прикордонного загону полковнику О. О. Вовку.
- Генерал-хорунжому Пилькевичу була присвячена монографія про табір інтернованих Військ УНР у Ланцуті (Sribniak I. Encyklopedia jeniectwa: ukraiński Łańcut. —Warszawa-Paryż: Międzynarodowe konsorcium naukowo-edukacyjne im. Luciena Febvra, 2018. — 115 s. http://elibrary.kubg.edu.ua/id/eprint/24320 )
- 2024 року у місті Дружківка вулицю Декабристів перейменували на вулицю Генерала Пилькевича.